# شهرستان فلووانا
شهرستان فلووانا (به انگلیسی: Fluvanna County) یک منطقهٔ مسکونی در ایالات متحده آمریکا است که در ویرجینیا واقع شده‌است. شهرستان فلووانا ۷۵۱٫۱ کیلومتر مربع مساحت و ۲۵٬۶۹۱ نفر جمعیت دارد.